# Степанова Майя Василівна
Степанова Майя Василівна — радянський, український кінооператор.

## Біографія
Народилась 16 червня 1940 р. у м. Горлівка Донецької обл. в родині робітника. Закінчила технікум в Одесі (1960). 
Працювала 2-м оператором на Київській кіностудії ім. О. П. Довженка.
Член Національної Спілки кінематографістів України.

## Фільмографія
- «Ця тверда земля» (1967, асистент оператора)
- «Поштовий роман» (1969, асистент оператора у співавт.)
- «Зозуля з дипломом» (1971, асистент оператора у співавт.)
- «Каштанка» (1975, асистент оператора)

Другий кінооператор:
- «Вечір на Івана Купала» (1968)
- «Білий птах з чорною ознакою» (1970)
- «Наперекір усьому» (1972)
- «Мріяти і жити» (1974)
- «Припустимо — ти капітан...» (1976)
- «Любаша» (1978)
- «Бірюк» (1977)
- «Чекайте зв'язкового» (1979)
- «Польоти уві сні та наяву» (1982)
- «Легенда про княгиню Ольгу» (1983)
- «Галявина казок» (1988)
- «Грішник» (1988, у співавт.)
- «Дамський кравець» (1990)
- «Снайпер» (1991, 2 с)
- «Кисневий голод» (1991, у співавт.)
- «Дорога в нікуди» (1992)
- «Кілька любовних історій» (1994)
- «Острів любові» (1995—1996, 10 с., у співавт.)
- «Богдан-Зиновій Хмельницький» (2006, 2-й оператор у співавт.) та ін.

## Громадська позиція
У 2018 підтримала звернення Європейської кіноакадемії на захист ув'язненого у Росії українського режисера Олега Сенцова.